# Nationale Universität der Künste Charkiw I. P. Kotljarewskyj
Nationale Universität der Künste Charkiw I. P. Kotljarewskyj, auch kurz Konservatorium Charkiw oder englisch Kharkiv Conservatory (ukrainisch Харківський національний університет мистецтв ім. І. П. Котляревського, Transkription Charkiwskyj nazionalnyj uniwersytet mysteztw im. I. P. Kotljarewskoho, wiss. Transliteration Charkivsʹkyj nacionalʹnyj universytet mystectv im. I. P. Kotljarevsʹkoho; russisch Харьковский национальный университет искусств имени И. П. Котляревского), ist eine der führenden künstlerischen Hochschulen für Musik und Theater in der Ukraine mit Sitz in Charkiw.

## Geschichte
Die Wurzeln der Einrichtung reichen zurück bis ins 19. Jahrhundert, als die regionale Abteilung der Kaiserlich-Russischen Musikgesellschaft in Charkiw 1871 Musik-Klassen einrichtete und 1883 eine Musikschule eröffnete. Auf dieser Grundlage wurde 1917 offiziell das Konservatorium Charkiw gegründet. Hinter diesem Aufbauprozess stand die prägende Gründerfigur Ilja Slatin, Pianist, Dirigent und erster Rektor des Konservatoriums. Im ersten Jahr zählte die Einrichtung 650 Studenten, von denen 30 Prozent dank Slatin eine kostenlose Ausbildung erhielten.
Im Lauf der Geschichte wurde die Einrichtung häufig im Zuge von Neustrukturierungen umbenannt. Die Bezeichnung lautete ab 1920 Musikakademie, ab 1921 Musikinstitut, ab 1923 Institut für Musik und Theater. 1934 erfolgte die Trennung in das Staatliche Konservatorium und das Staatliche Theaterinstitut, 1963 die erneute Zusammenlegung zum Staatlichen Institut der Künste sowie die Namensgebung nach I. P. Kotljarewskyj. 2004 kam die Ernennung zur Staatlichen Universität der Künste, die sich ins europäische Bildungssystem integrierte, 2011 erhielt die Universität den Status National.